# Mesua
Mesua es un género de plantas perteneciente a la familia Calophyllaceae. Originario de las regiones tropicales del sur Asia. Los nombres comunes incluyen palo fierro (compartido con muchas otras plantas ). Comprende 59 especies descritas y de estas, solo 7 aceptadas.

## Descripción
Son arbustos de hojas perennifolias o pequeños árboles que alcanzan los 13 m de altura, con hojas dispuestas en pares opuestos. 

## Taxonomía
El género fue descrito por Carlos Linneo y publicado en Species Plantarum 1: 515. 1753. La especie tipo es: Mesua ferrea L.

## Especies aceptadas
A continuación se brinda un listado de las especies del género Mesua aceptadas hasta octubre de 2013, ordenadas alfabéticamente. Para cada una se indica el nombre binomial seguido del autor, abreviado según las convenciones y usos.
- Mesua acuminatissima (Merr.) Kosterm.
- Mesua assamica (King & Prain) Kosterm.
- Mesua beccariana (Baill.) Kosterm.
- Mesua ferrea L. - palo fierro de la India[3]
- Mesua hexapetala (Hook. f.) P.S. Ashton
- Mesua macrophylla (Kaneh. & Hatus.) Kosterm.
- Mesua pustulata (Ridl.) P.S. Ashton